# Navalonguilla
Navalonguilla ist ein zentralspanischer Ort und eine Gemeinde (Municipio) mit 185 Einwohnern (Stand: 2024) in der Provinz Ávila in der Autonomen Region Kastilien-León. Neben dem gleichnamigen Hauptort Navalonguilla besteht die Gemeinde aus der Ortschaft Navalguijo. 

## Lage und Klima
Die Gemeinde Navalonguilla liegt auf der Ostseite der Sierra de Gredos im Südwesten der Provinz Ávila in einer Höhe von ca. 1185 m. Die Entfernung nach Ávila beträgt knapp 70 km (Fahrtstrecke) in nordöstlicher Richtung. Das Klima ist gemäßigt bis warm; der Regen (1093 mm/Jahr) fällt mit Ausnahme der trockenen Sommermonate übers Jahr verteilt.

## Bevölkerungsentwicklung
| Jahr      | 1970 | 1981 | 1991 | 2001 | 2011 | 2021 |
| Einwohner | 907  | 696  | 572  | 422  | 294  | 211  |

## Sehenswürdigkeiten
- Kirche Mariä Himmelfahrt